# Francisco Parera
Francisco Parera y Munté (siglo XIX-siglo XX) fue un pintor español. Cultivó el género del retrato.

## Biografía
Pintor residente en Barcelona hacia la década de 1880, se especializó en el retrato. Entre sus obras se contaron Retrato del Sr. Obispo de Barcelona (1875), El Rey D. Alfonso seguido de su Estado Mayor, Retratos de los Maestros Faccio y Arrigo Boito y Alegorías de la Química, además de sendos retrato del rey Alfonso XII para el Ayuntamiento de Tarragona y la Diputación Provincial de Gerona. También fueron de su mano retratos del general marqués del Duero para el Casino militar de Madrid, del actor Teodoro Bonaplata y de Frédéric Mistral, además de los de varios presidentes de Hispanoamérica. Estuvo muchos años instalado en París.